# Боридько, Фёдор Петрович
Фёдор Петрович Боридько (1913—1945) — советский военный. Участник Великой Отечественной войны. Герой Советского Союза (1945). Гвардии майор.

## Биография
Фёдор Петрович Боридько родился 30 мая (17 мая — по старому стилю) 1913 года в селе Яреськи Миргородского уезда Полтавской губернии Российской империи (ныне село в Шишацкого района Полтавской области Украины) в крестьянской семье. Украинец. Окончил неполную среднюю школу в родном селе, затем педагогический техникум в Великих Сорочинцах. До призыва в армию работал учителем в селе Яреськи.
В ряды Рабоче-крестьянской Красной Армии Ф. П. Боридько был призван Полтавским городским военкоматом в 1933 году. Срочную службу начал в механизированной части в Киеве. В 1934 году окончил полковую школу. В 1935 году часть, в которой служил Ф. П. Боридько, была переброшена на Дальний Восток и преобразована во 2-ю отдельную механизированную бригаду. Во время срочной службы Фёдор Боридько решил стать кадровым офицером и был направлен на курсы средних командиров, которые окончил в 1937 году. В октябре 1938 года часть, в которой служил командир танка «Т-26» Ф. П. Боридько, была преобразована в 42-ю отдельную легкотанковую бригаду, а в марте 1941 года — в 122-й танковый полк 239-й механизированной дивизии 30-го механизированного корпуса. С началом Великой Отечественной войны на базе 122-го танкового полка была сформирована 112-я танковая дивизия, которая в ноябре 1941 года была переброшена на Западный фронт.
В боях с немецко-фашистскими захватчиками старший лейтенант Ф. П. Боридько с ноября 1941 года на Западном фронте в составе 49-й армии, затем конно-механизированной группы генерал-майора А. П. Белова. Участник Битвы за Москву на тульском направлении, сражений под Тулой и Каширой. В первой половине декабря в составе 50-й армии Фёдор Петрович участвовал в освобождении Ясной Поляны. Затем в составе подвижной группы войск генерал-майора В. С. Попова — в освобождении Калуги. В конце декабря 1941 года 112-я танковая дивизия была выведена в тыл, где на её базе была сформирована 112-я танковая бригада, которая с января 1942 года в составе 50-й армии Западного фронта участвовала в контрнаступлении под Москвой. В июле — августе 1942 года капитан Ф. П. Боридько сражался в составе 16-й армии на брянском направлении и под Жиздрой. В декабре 1942 года 112-я танковая бригада была выведена в резерв и укомплектована новыми танками «Т-34», в том числе танковой колонной «Революционная Монголия» (34 «Т-34» и 21 «Т-70»), созданной на средства Монгольской Народной Республики. Командиру 124-го танкового батальона майору Ф. П. Боридько достался именной танк «Сухэ-Батор». В феврале 1943 года бригада была включена в состав 6-го танкового корпуса 1-й танковой армии Северо-Западного фронта. В составе корпуса Ф. П. Боридько участвовал в Старорусской операции. В мае 1943 года 1-я танковая армия была переброшена на Воронежский фронт.
5 июля 1943 года началась Курская битва. Батальон майора Боридько отличился уже в первые дни сражения. В период с 6 по 11 июля 1943 года в ходе Курской стратегической оборонительной операции танкисты 124-го танкового батальона уничтожили 6 танков «Т-6», 2 танка «Т-4», до 400 солдат и офицеров противника и большое количество автомашин, 3 самолёта. Лично майор Боридько уничтожил один вражеский танк. 3 августа 1943 года 6-й танковый корпус участвовал в прорыве вражеской обороны в ходе Белгородско-Харьковской операции. За отличие в Курской битве Фёдор Петрович был награждён орденом Александра Невского, а 23 октября 1943 года 112-я танковая бригада была преобразована в 44-ю гвардейскую танковую бригаду.
В ноябре 1943 года 44-я гвардейская танковая бригада в составе 11-го гвардейского танкового корпуса 1-й танковой армии была выведена из резерва Ставки Верховного Главнокомандования и была передана 1-му Украинскому фронту. В его составе командир 1-го танкового батальона гвардии майор Ф. П. Боридько участвовал в Киевской оборонительной, Житомирско-Бердичевской и Корсунь-Шевченковской операциях. Участвуя в Проскуряковско-Черновицкой операции в боях на черновицком направлении с 20 по 28 марта 1944 года батальон Боридко нанес тяжёлые потери противнику, уничтожив свыше 520 вражеских солдат и офицеров, 2 танка, 9 бронемашин, 1 паровоз, 320 повозок с военными грузами. В качестве трофеев батальоном было захвачено 74 орудия различного калибра, 620 автомашин, 30 тягачей, 44 танка «Т-6». В плен сдались 64 солдата и офицера вермахта.
В апреле 1944 года 1-я танковая армия стала гвардейской. До лета 1944 года она находилась в резерве Ставки Верховного Главнокомандования и была брошена в прорыв в ходе Львовско-Сандомирской операции. Танковый батальон Боридько, действуя в авангарде бригады, 17.07.1944 года первым вышел к государственной границе Союза Советских Социалистических Республик на реке Западный Буг. Сходу форсировав реку, батальон захватил плацдарм и удержал его до подхода бригады, отразив многочисленные контратаки превосходящих сил противника.
В декабре 1944 года 1-я гвардейская танковая армия была переброшена на 1-й Белорусский фронт и приняла участие в Висло-Одерской операции. Батальон гвардии майора Ф. П. Боридько особо отличился в ходе Варшавско-Познанской наступательной операции. 15 января 1945 года 1-й батальон 44-й гвардейской танковой бригады первым вышел к реке Пилица и, захватив переправу у населённого пункта Уляски-Гжменца (10 км восточнее г. Нове-Място-над-Пилицей), обеспечил форсирование реки остальными батальонами бригады. В ночь с 16 на 17 января 1945 года батальон вступил в бой с превосходящими силами противника и нанёс им существенный урон, уничтожив до 80 солдат и офицеров, 2 танка, 2 зенитных батареи, 4 бронетранспортёра и несколько автомашин. В боях за польские города Рава-Мазовецка, Лович, Гнезно батальон Ф. П. Боридько неоднократно смелыми манёврами наносил урон противнику, перерезал шоссейные и железные дороги, захватывал переправы, обеспечивая бригаде быстрое продвижение вперёд.
За отличие в Висло-Одерской операции 27 февраля 1945 года указом Президиума Верховного Совета СССР гвардии майору Фёдору Петровичу Боридько было присвоено звание Героя Советского Союза. После Висло-Одерской операции перед соединениями 1-го Белорусского фронта была поставлена задача по уничтожению немецкой группы армий «Висла». 19 марта 1945 года в ходе Восточно-Померанской операции при штурме города Нойштадт (ныне город Вейхерово в Республике Польша) гвардии майор Ф. П. Боридько погиб. Был похоронен в Вейхерово на кладбище по улице Цментарна. Позднее перезахоронен на кладбище советских воинов в городе Гданьск (Поморское воеводство, Польша).

## Награды
- Медаль «Золотая Звезда» (27.02.1945);
- орден Ленина (27.02.1945);
- орден Красного Знамени (09.10.1944);
- орден Красного Знамени Монгольской Народной Республики (26.01.1944);
- орден Александра Невского (19.07.1943);
- орден Красной Звезды (08.05.1944);
- медаль «За боевые заслуги» (03.11.1944);
- медаль «За оборону Москвы».

## Память
- Именем Героя Советского Союза Ф. П. Боридько названы улицы в селе Яреська и посёлке Шишаки Полтавской области Украины.

## Документы
- Общедоступный электронный банк документов «Подвиг Народа в Великой Отечественной войне 1941—1945 гг.» Архивировано 13 марта 2012 года. №№ в базе данных 150003921. Архивировано 16 мая 2013 года., 46762091. Архивировано 16 мая 2013 года., 46678028. Архивировано 16 мая 2013 года., 43708377. Архивировано 16 мая 2013 года., 17951612. Архивировано 16 мая 2013 года., 33100648. Архивировано 16 мая 2013 года.
- Обобщённый банк данных «Мемориал». Архивировано 10 мая 2012 года. ЦАМО, ф. 33, оп. 11458, д. 760 (недоступная ссылка — история)., ЦАМО, ф. 33, оп. 11458, д. 768 (недоступная ссылка — история)., ЦАМО, ф. 33, оп. 11458, д. 650 (недоступная ссылка — история)., ЦАМО, ф. 33, оп. 871438, д. 16 (недоступная ссылка — история).